# Jean-Philippe Wauthier
Jean-Philippe Wauthier, né le 14 novembre 1979 à La Baie, est un animateur québécois.
Il anime à la radio de Radio-Canada, ICI Première, l'émission La soirée est (encore) jeune de 2012 à 2022 et depuis septembre 2022 l'émission La journée (est encore jeune).
Depuis 2019, il anime à la télévision l'émission Bonsoir bonsoir! diffusé en soirée du lundi au jeudi d'avril à septembre.
Après avoir animé de 2013 à 2017, l'émission télévisée Deux hommes en or, il est de retour en 2023 à l'émission renommée Deux hommes en or et Rosalie.

## Biographie
Il a animé avec Patrick Lagacé à Télé-Québec Deux hommes en or de septembre 2013 à mars 2017, Pierre-Yves Lord l'a remplacé depuis. À ICI Télé, il a animé Les dieux de la danse de septembre 2015 à décembre 2018 et Bonsoir bonsoir! de avril 2019 à aujourd'hui. De plus, il a co-animé, avec Éric Salvail, le gala des prix Gémaux en 2016 et 2017, puis en solo en 2018. Il retourne animer avec Patrick Lagacé à Télé-Québec l'émission Deux hommes en or et Rosalie à compter de la saison 2023-2024.
Il était aussi l'animateur, avec son ami de longue date Olivier Niquet et Jean-Philippe Pleau, de l'émission de radio Le Sportnographe qui a été diffusée de janvier 2009 à juin 2012,. Il a aussi assuré l'animation de l'émission La une qui tue (Télé-Québec) en 2011, qui a été en onde pendant deux saisons.
Il est reconnu pour sa coupe de cheveux flamboyante, son toupet rebelle et ses expressions favorites telles "Arrêtez donc..." ou "franchement, ça va trop loin". Ses coanimateurs à l'émission La soirée est (encore) jeune sont Jean-Sébastien Girard (son souffre-douleur désigné) et Olivier Niquet (dit le petit Niquet). L'émission était à l'origine diffusée uniquement les vendredis à la radio pour une durée d'une heure, et a ensuite été allongée pour deux émissions de deux heures, les samedis et dimanches. Diffusée uniquement à la radio à ses débuts, l'émission du samedi a été télédiffusée pour quelques années à partir de 2015, sur ICI ARTV le lendemain de la captation. Outre l'animation, il est responsable de la portion entrevue de l'émission et affirme que ce qu'il préfère faire est l'entrevue de politiciens. 
Il a travaillé auprès de l'Organisation des Nations unies pour l'éducation, la science et la culture.[à développer]
Il est le père d'un garçon prénommé Clarence et d'une fille prénommée Bénédicte.
Comme passe-temps, il s'entraine et participe à des compétitions de type "Ironman".
Il a obtenu un B.A. du Collège d’études humanistes de l’Université Concordia en 2003.
Il est porte-parole de la Fondation québécoise pour les enfants malades du cœur.